# Himbeerland
Himbeerland ist das 11. Studioalbum der österreichischen Pop-Rock-Band Erste Allgemeine Verunsicherung. Es wurde am 19. Oktober 1998 veröffentlicht und somit ein Jahr nach dem vorigen Studioalbum Im Himmel ist die Hölle los. Das Album erreichte Platz zwei der österreichischen Albumcharts und Platin-Status.

## Veröffentlichung und Charterfolge
Das Album wurde in Österreich am 19. Oktober 1998 unter dem Label EMI Austria veröffentlicht. In Deutschland ist es am 29. Jänner 1999 erschienen. In Österreich stieg das Album auf Platz 2 in die Charts ein, hielt sich 21 Wochen in den Charts und erreichte Platin-Status. In Deutschland war es vier Wochen lang in den Albumcharts, wobei es Rang 55 erreichte.

## Besonderheiten
Musik und Texte stammen von Thomas Spitzer, einige Texte sind in Zusammenarbeit mit Klaus Eberhartinger entstanden, etwa bei Muttertagsgruß, Tanzmusik auf Bestellung, Madonna Präambel, Wir Schwyzer, Zum Großmuttertag und Asawa Wuwu. Bei den Titeln Himberland I, Die Pille für den Mann, Der Wein von Mykonos wird als Komponist und Texter Knut van der Kneten angegeben, ein Pseudonym von Thomas Spitzer. Die Grafiken zum CD-Inlay wurden von Thomas Spitzer gestaltet.

## Titel
1. Himbeerland I
2. Die Pille für den Mann
3. Muttertagsgruß
4. Mütterlein (zum Muttertag)
5. Wirf die Motorsäge an
6. Der Wein von Mykonos
7. 3 weiße Tauben
8. Tanzmusik auf Bestellung
9. Lez Dänce
10. Wenn Hausfrauen träumen
11. I shot the Golfball
12. Hasta la Vista
13. Madonna Präambel
14. Die Madonna von San Jose
15. 10 kleine Japanesen
16. Wir Schwyzer
17. Dürüdldü Präambel
18. Dürüdldü (Mein kleiner Junge)
19. Amore Romantica
20. Zum Grossmuttertag
21. Omama (Zum Grossmuttertag)
22. Da-Da-Datenautobahn
23. Ist da ein anderer Mann
24. Asawa Wuwu
25. 3 schwule Gartenzwerge
26. Himbeerland II